# Entyloma linariae
Entyloma linariae är en svampart som beskrevs av J. Schröt. 1877. Entyloma linariae ingår i släktet Entyloma och familjen Entylomataceae.   Inga underarter finns listade i Catalogue of Life.